# 施鹤道
施鹤道，清朝湖北省、中华民国初期设置的道。
1904年九月，改督粮道设置分巡施鹤兵备道，驻施南府，下辖施南府、鹤峰直隶厅。
1921年8月由荆南道恩施、宣恩、建始、利川、来凤、咸丰、鹤峰等县设置，治所在恩施县（今湖北省恩施市）。属湖北省。辖区约当今湖北省建始、鹤峰二县以西地区。1927年废。 